# Carl Hillebrandt
Karl (Carl) Kristian Gotfred Hillebrandt, född 6 december 1883 i Bagterp, död 13 juli 1937, var en dansk skådespelare.
Hillebrandt var vid Aarhus Teater 1912–1914, och spelade därefter på bland annat Casinoteatern i Köpenhamn, där han spelade både teater och operett och under en period var en av stadens bäst betalda skådespelare. Han har även spelat på Folketeatret och turnerat i landsorten, samt medverkat i ett flertal stumfilmer.
Carl Hillebrant var gift först med Margarethe Erichsen, dotter till biografdirektören Gottlieb Erichsen, och därefter med skådespelerskan Gerda Sprehn.

## Filmografi
- 1915 – Elskovs Tornevej
- 1917 – Moderens øjne
- 1917 – Søster Karin
- 1918 – Den grønne bille
- 1921 – Blade af Satans bog
- 1925 – Solskinsdalen
- 1927 – Don Quixote
- 1928 – Fra mørke til lys